# Kurt von Fischer
Kurt von Fischer (ur. 25 kwietnia 1913 w Bernie, zm. 27 listopada 2003 tamże) – szwajcarski muzykolog.

## Życiorys
Studiował w konserwatorium w Bernie u Franza Josefa Hirta oraz prywatnie u Czesława Marka w Zurychu. Następnie podjął studia u Ernsta Kurtha i Wilibalda Gurlitta na Uniwersytecie Berneńskim, gdzie w 1938 roku uzyskał stopień doktora na podstawie dysertacji Griegs Harmonik und die nordländische Folklore. Habilitował się w 1948 roku na podstawie pracy Die Beziehungen von Form und Motiv in Beethovens Instrumentalwerken (wyd. Strasburg 1948). Od 1939 do 1957 roku uczył gry na fortepianie w konserwatorium w Bernie. Był wykładowcą muzykologii na uniwersytetach w Bernie (1948–1957) i Zurychu (1957–1979). Od 1967 do 1972 roku pełnił funkcję przewodniczącego Międzynarodowego Towarzystwa Muzykologicznego. Od 1969 roku był członkiem korespondentem Akademie der Wissenschaften und der Literatur w Moguncji.
W swojej pracy badawczej zajmował się muzyką okresu późnego średniowiecza, szczególnie włoskiego trecenta i quattrocenta. Interesował się problemem tradycji i postępu w muzyce. Od 1965 roku był współredaktorem czasopisma „Archiv für Musikwissenschaft”. Z okazji jego 60. (1973), 70. (1983) i 80. (1993) urodzin ukazały się księgi pamiątkowe.

## Wybrane prace
(na podstawie materiałów źródłowych)
- Die Variation (Kolonia 1956; tłum. ang. 1962)
- Studien zur italienischen Musik des Trecento und frühen Quattrocento (Berno 1956)
- Der Begrijf des „Neuens” in der Musik von der Ars nova bis zur Gegenwart (Nowy Jork 1961)
- Die Passion von ihren Anfangen bis ins 16. Jahrhundert (Berno–Monachium 1973)
- Arthur Honegger (Zurych 1977)
- E. Schmid (Zurych 1992)
- Die Passion: Musik zwischen Kunst und Kirche (Kassel 1997)